# LUL (band)
LUL was een Friese, Engelstalige punkband die tussen 1987 en 1994 actief was. Ze bestond uit Maarten Pieter Holwerda (gitaar, zang), Klaas Schippers (basgitaar, zang), Fritz de Jong (drums, zang) en aanvankelijk ook Sytse van Essen (gitaar).
De Leeuwarders De Jong en Van Essen speelden sedert 1985 in It Dockumer Lokaeltsje, een absurdistische muziekgroep die voornamelijk in het Fries zong. In 1987 formeerden ze de punkband LUL, die na anderhalve maand repeteren de finale van de Kleine Prijs van Sneek won. De grap van Peter Sijbenga (It Dockumer Lokaeltsje) dat LUL eigenlijk een afkorting was voor "Lui uit Leeuwarden" werd met name door geschreven media dankbaar aangegrepen om de band hardnekkig L.U.L. te noemen.
Het geluid leunde tegen de hardcore punk aan en had ook duidelijke alternatieve invloeden. LUL behaalde meteen successen en de bandleden kregen het zo druk dat het Lokaeltsje in 1988 werd opgeheven. Van Essen verliet de band en zou later in de ska-punkband Klinkhamer gaan spelen. Er volgde een gestage stroom albums en de band toerde door heel Nederland en de rest van West-Europa.
In 1993 veranderde de band van platenlabel, na een conflict met de platenbaas. Kort nadat in 1994 Fritz de groep verliet werd LUL opgeheven.

## Discografie
Albums
- Inside Little Oral Annie, Eksakt 1988
- Autolocation, Eksakt 1989
- Hail the Frisians Free, Schemer 1990
- Ueberlocation, Schemer 1991 (compilatie)
- Love thy Tiny Sums, Konkurrel 1993

Singles
- Colony (12"), Eksakt 1989
- idem (7"), Eksakt 1989
- Spurwing Plover (7"), Schemer 1990